# Ектродактилија
Ектродактилија, подељена шака или расцеп шаке (изведено од грчког ектрома "абортус" и дактилос "прст") укључује недостатак или одсуство једног или више централних прстију шаке или стопала и такође је познат као малформација подељене руке/подељене ноге (СХФМ). Руке и стопала људи са ектродактилијом (ектродактили) се често описују као „канџе“ и могу укључивати само палац и један прст (обично мали прст, прстењак или синдактилију) са сличним абнормалностима стопала.
Реч је о значајном ретком облику урођеног поремећаја код којег је поремећен развој шаке. То је тип I неуспеха формације – лонгитудинални застој. Централни зрак шаке је захваћен и обично се јавља без проксималних недостатака нерава, судова, тетива, мишића и костију за разлику од радијалних и улнарних недостатака. Расцеп шаке изгледа као расцеп у облику слова В који се налази у центру шаке. Цифре на ивицама расцепа могу бити синдактилизоване, а једна или више цифара могу бити одсутне. Код већине типова, палац, домали прст и мали прст су мање погођени делови шаке. Инциденција расцепа шаке варира од 1 на 90.000 до 1. на 10.000 рођених у зависности од коришћене класификације. Расцеп шаке може се појавити једнострано или билатерално и може изгледати изоловано или удружено са синдромом.
Малформација подељених шака/стопало (СХФМ) се карактерише неразвијеним или одсуством централних дигиталних зрака, расцепима шака и стопала и променљивом синдактилијом преосталих цифара. СХФМ је хетерогено стање узроковано абнормалностима на једном од вишеструких локуса, укључујући СХФМ1 (СХФМ1 на 7к21-к22), СХФМ2 (Кск26), СХФМ3 (ФБКСВ4/ДАЦТИЛИН на 10к24), СХФМ4 (ТП63 на 3к21-к22), и СХФМ1 на 3к21-к22. ДЛКС 2 на 2к31). СХФМ3 је јединствен по томе што је узрокован субмикроскопским тандемским дупликацијама хромозома ФБКСВ4/ДАКТИЛИН. СХФМ3 се сматра 'изолованом' ектродактилијом и не показује мутацију гена тп63.

## Генетика
Велики број дефеката људских гена може изазвати ектродактилију. Најчешћи начин наслеђивања је аутозомно доминантан са смањеном пенетрацијом, док се аутозомно рецесивни и X-везани облици јављају ређе. Ектродактилија такође може бити узрокована дуплирањем на 10к24. Детаљне студије бројних мишјих модела за ектродактилију такође су откриле да неуспех у одржавању сигнализације средњег апикалног ектодермалног гребена (АЕР) може бити главни патогени механизам у покретању ове абнормалности.
Бројни фактори чине идентификацију генетских дефеката који леже у основи људске ектродактилије компликованим процесом: ограничен број породица повезаних са сваким локусом деформације шака/стопало (СХФМ), велики број морфогена укључених у развој екстремитета, сложене интеракције између ови морфогени, укључивање модификаторских гена и претпостављено учешће више гена или регулаторних елемената дугог домета у неким случајевима ектродактилије. У клиничком окружењу ове генетске карактеристике могу постати проблематичне и онемогућавају предвиђање статуса носиоца и тежине болести.
Године 2011. откривено је да је нова мутација у DLX5 укључена у СХФМ.
Ектродактилија се често виђа са другим урођеним аномалијама. Синдроми у којима је ектродактилија повезана са другим абнормалностима могу се јавити када су два или више гена погођени хромозомским преуређењем. Поремећаји повезани са ектродактилијом укључују синдром ектродактилије-ектодермалне дисплазије-расцепа (ЕЕЦ), који је уско повезан са синдромом ОДРАСЛИХ и синдромом удова млечних жлезда (ЛМС), синдром ектродактилије-расцепа непца (ЕЦП), синдром ектродактилије-расцепа непца (ЕЦП), синдром ектродактологије Д-Ектродизактикуларни синдром , Ектродактилија-фибуларна аплазија/хипоплазија (ЕФА) синдром и Ектродактилија-полидактилија. Више од 50 синдрома и асоцијација које укључују ектродактилију се издваја у Лондонској бази података о дисморфологији.

## Патопсихологија
Сматра се да је патофизиологија расцепа шаке резултат клинастог дефекта апикалног ектодерма пупољка екстремитета (АЕР: апикални ектодермални гребен). Полидактилија, синдактилија и расцеп шаке се могу јавити унутар исте руке, стога неки истраживачи сугеришу да се ови ентитети јављају из истог механизма. Овај механизам још није дефинисан.
Узрок расцепа шаке лежи, за оно што је познато, делимично у генетици. Наслеђе расцепа шаке је аутозомно доминантно и има варијабилну пенетрацију од 70%. Расцеп шаке може бити спонтана мутација током трудноће (де ново мутација). Тачан хромозомски дефект у изолованом расцепу шаке још није дефинисан. Међутим, генетски узроци расцепа шаке повезани са синдромима су јаснији. Идентификована мутација за СХСФ синдром (синдром подељене руке/раздвојеног стопала) је дупликација на 10к24, а не мутација гена тп63 као у породицама погођеним ЕЕЦ синдромом (ектродактилија–ектодермална дисплазија–синдром расцепа). Ген п63 игра кључну улогу у развоју апикалног ектодермалног гребена (АЕР), што је пронађено код мутантних мишева са дактилаплазијом.
Нека истраживања су постулирала да полидактилија, синдактилија и расцеп шаке имају исти тератогени механизам. Ин виво тестови су показали да су аномалије удова пронађене саме или у комбинацији са расцепом шаке када им је дат Милеран. Ове аномалије се дешавају код људи око 41. дана гестације.

## Дијагноза
Постоји неколико класификација за расцеп шаке, али најчешће коришћену класификацију описују Манске и Халикис (табела 3). Ова класификација се заснива на првом веб простору. Први веб простор је простор између палца и кажипрста.
Табела 3: Класификација расцепа шаке коју су описали Манске и Халикис
| Type | Опис                          | Карактеристике                                                                             |
| ---- | ----------------------------- | ------------------------------------------------------------------------------------------ |
| I    | Нормалан веб простор          | Веб простор за палац није сужен                                                            |
| IIA  | Мало искривљен веб простор    | Веб простор за палац мало сужен                                                            |
| IIB  | Већином искривљен веб простор | Веб простор за палац већином сужен                                                         |
| III  | Синдикализован веб простор    | Зраци палца и индекса синдактилизовани, веб простор избрисан                               |
| IV   | Спојен веб простор            | Индексни зрак је потиснут, веб простор палца је спојен са расцепом                         |
| V    | Одсутан веб простор           | Елементи палца су потиснути, улнарни зраци остају, веб простор за палац више није присутан |

## Третман
Лечење расцепа шаке је обично инвазивно и сваки пут се може разликовати због хетерогености стања. Функција расцепљене шаке углавном није ограничена, али побољшање функције је један од циљева када је палац или први веб простор одсутан.
Друштвени и стигматизирајући аспекти расцепа руке захтевају више пажње. Рука је део тела који се обично показује током комуникације. Када је ова рука очигледно другачија и деформисана, може доћи до стигматизације или одбацивања. Понекад, у породицама са расцепом шаке са добром функцијом, операције козметичких аспеката сматрају се маргиналним и породице одлучују да не буду оперисане.

### Индикације
Хируршко лечење расцепа шаке заснива се на неколико индикација:
- Побољшање функције
- Одсутан палац
- Деформишућа синдактилија (углавном између цифара неједнаке дужине као што су индекс и палац)
- Попречне кости (ово ће напредовати у деформитету; раст ових костију ће проширити расцеп)
- Сужен први веб простор
- Стопала
- Естетски аспекти
- Смањење деформитета

### Време хируршких интервенција
Време хируршких интервенција је дискутабилно. Родитељи морају да одлучују о свом детету у веома рањивом периоду свог родитељства. Индикације за рано лечење су прогресивни деформитети, као што је синдактилија између кажипрста и палца или попречне кости између дигиталних зрака. Остале хируршке интервенције су мање хитне и могу сачекати 1 или 2 године.

### Класификација и третман
Када је индикована операција, избор лечења се заснива на класификацији. У табели 4 приказан је третман расцепа шаке подељен на класификацију Манске и Халикис. Технике које су описали Уеба, Миура и Комада и поступак Сноу-Литлера су смернице; пошто се клиничка и анатомска презентација унутар типова разликују, стварни третман се заснива на индивидуалној абнормалности.
Табела 4: Лечење на основу класификације Манске и Халикиса
| Type    | Лечење |
| ------- | --- |
| I/IIA   | Реконструкција попречног метакарпалног лигамента                                                                 |
| IIB/III | Транспозиција метакарпалног индекса са реконструкцијом вебпростора палца                                         |
| IV      | Покретљивост и/или положај палца улнарне цифре за подстицање штипања и хватања                                   |
| V       | Нема расцепа или веб простора, а палац је веома недостатак. Ова рука захтева разматрање стварања радијалне цифре |

### Сноу - Литлер
Циљ ове процедуре је да се створи широки први веб простор и да се минимизира расцеп у руци. Индексна цифра ће се пренети на улнарну страну расцепа. Истовремено се врши корекција малротације и девијације индекса. Да би се расцеп минимизирао, потребно је спојити метакарпале који су се граничили са расцепом. Преко репозиционирања клапна, рана се може затворити.

### Уеба
Уеба је описао мање компликовану операцију. Попречни преклопи се користе за обнављање површине длана, дорзалне стране транспоноване прстију и улнарног дела првог веб простора. Графт тетива се користи за повезивање заједничких тетива екстензора граничних цифара расцепа како би се спречило дигитално раздвајање током екстензије. Затварање је једноставније, али има козметички недостатак због пребацивања између коже длана и дорзалне коже.

### Миура и Комада
Ослобађање првог веб простора има исти принцип као и Сноу-Литлерова процедура. Разлика је у затварању првог веб простора; ово се ради једноставним затварањем или затварањем помоћу З-пластике.

## Историја
Литература показује да је расцеп шаке описан пре више векова. Прво спомињање онога што би се могло сматрати расцепом шаке дао је Амброаз Паре 1575. Хартсинк (1770) је написао први извештај о правом расцепу шаке. Године 1896. прву операцију расцепа шаке извео је доктор Чарлс Н. Доуд из Њујорка. Међутим, први сигуран опис онога што познајемо као расцеп шаке какав данас познајемо описан је крајем 19. века.